# 霍拉普里斯坦
霍拉普里斯坦（烏克蘭語：Гола Пристань，羅馬化：Hola Prystan，發音：[ˈɦɔɫɐ ˈprɪstɐnʲ] ⓘ），亦译为戈拉亚普里斯坦（羅馬化：Golaya Pristanʼ），是乌克兰南部赫尔松州斯卡多夫斯克區霍拉普里斯坦市镇内的城市及该市镇的行政中心，2020年7月18日前为霍拉普里斯坦区的行政中心（该市在2020年7月18日前为该州的州辖市，并不在该区的管辖范围内）。該市位於孔卡河畔，距離州府赫尔松18公里，始建於1709年，面積9平方公里，海拔高度3米，2022年人口数量为13,544人。

## 友好城市
- 乌克兰 喬爾特基夫（2018年9月29日）

## 当地名人
- 阿列克謝·科瓦廖夫（1989年—2022年）：烏克蘭親俄合作者，曾于俄羅斯入侵烏克蘭期間被俄安插為俄占赫尔松州副州长。

## 图集

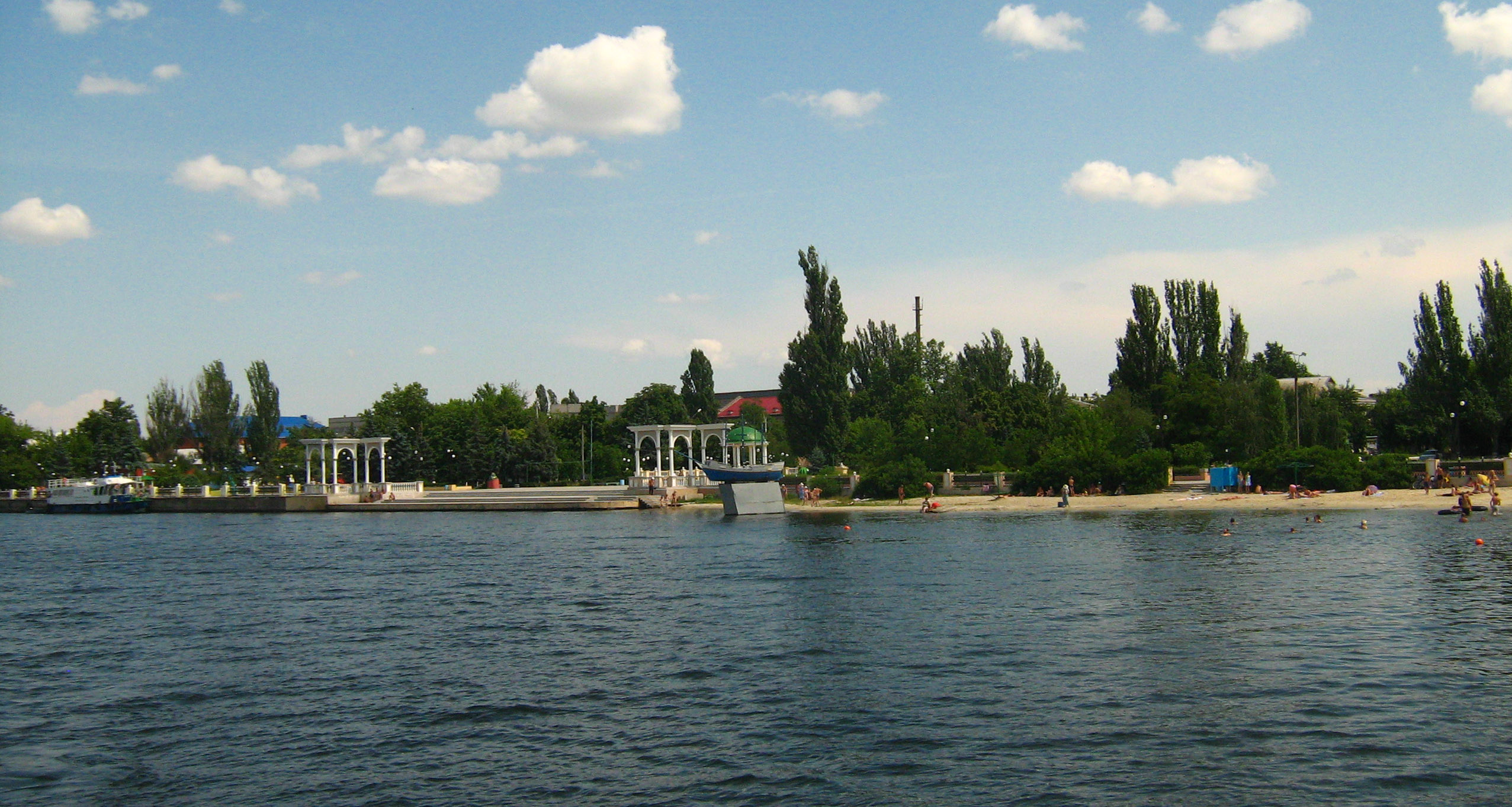
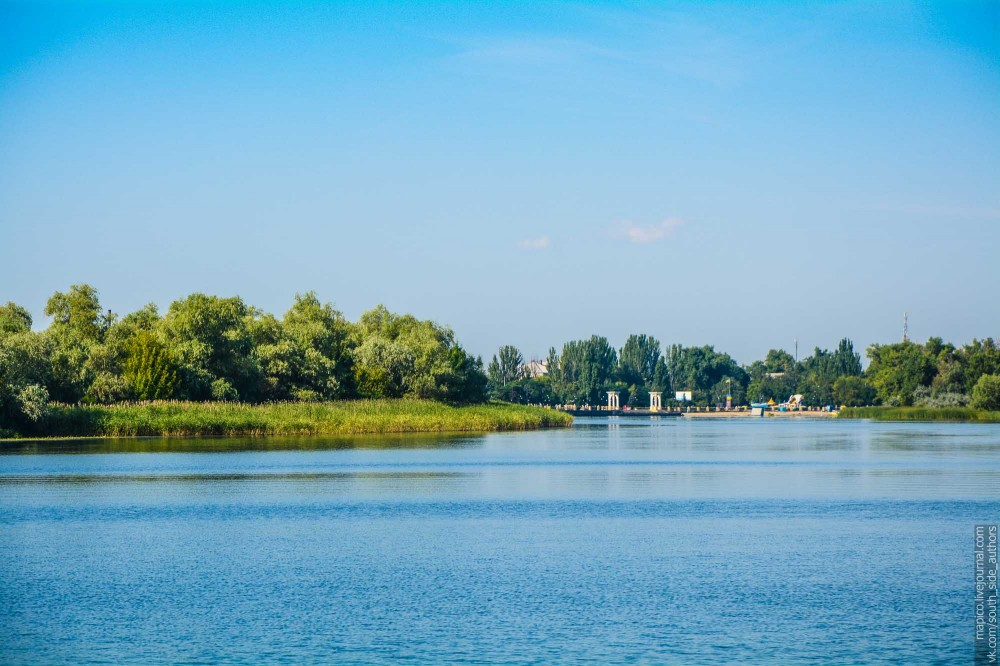
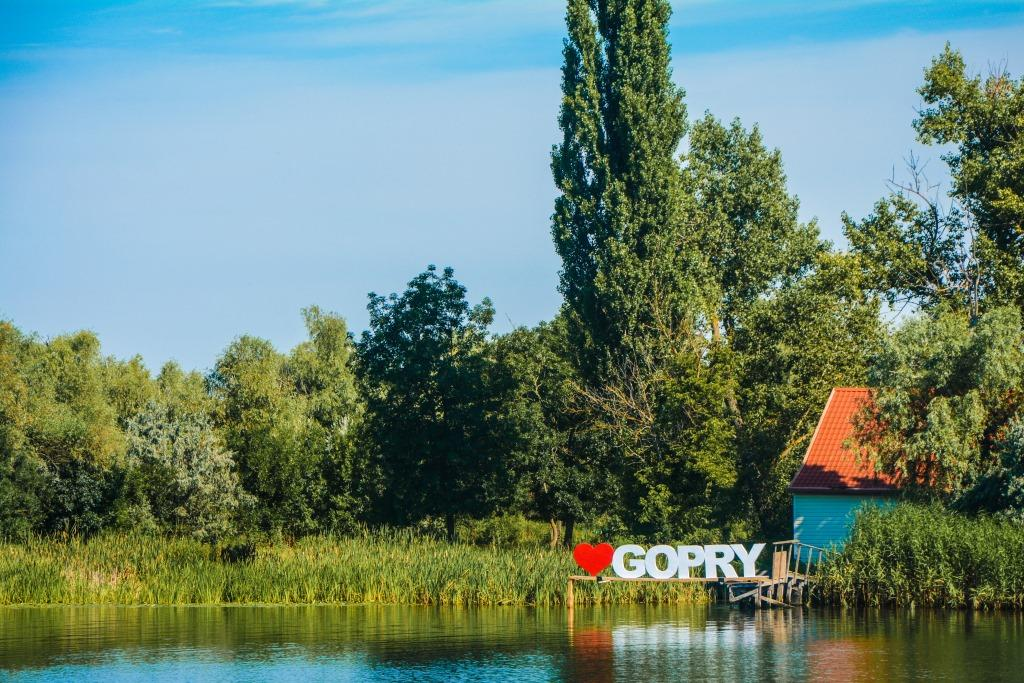
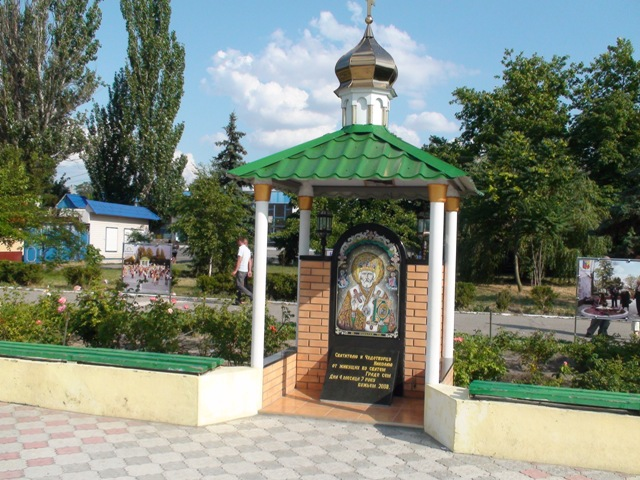
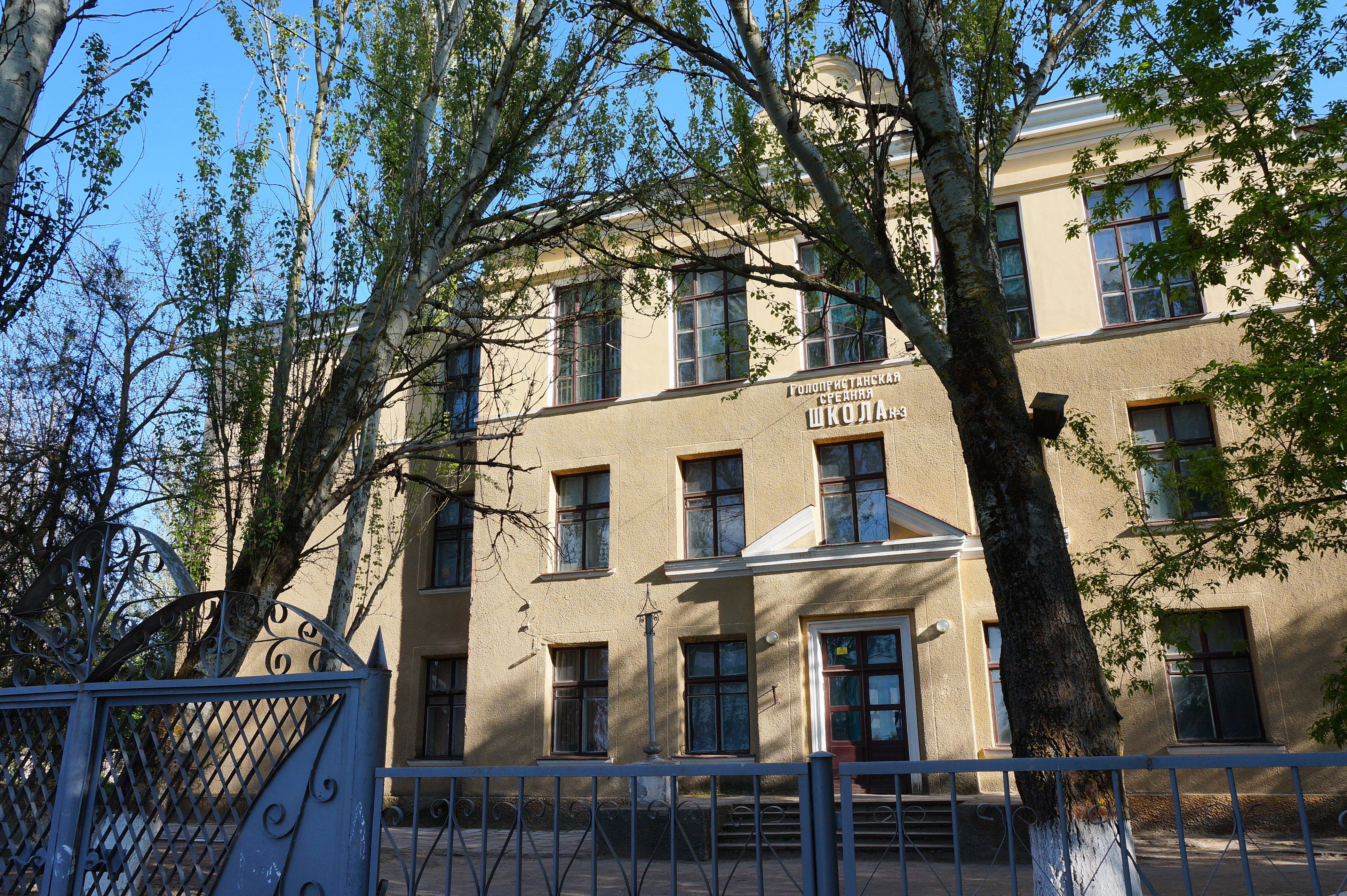
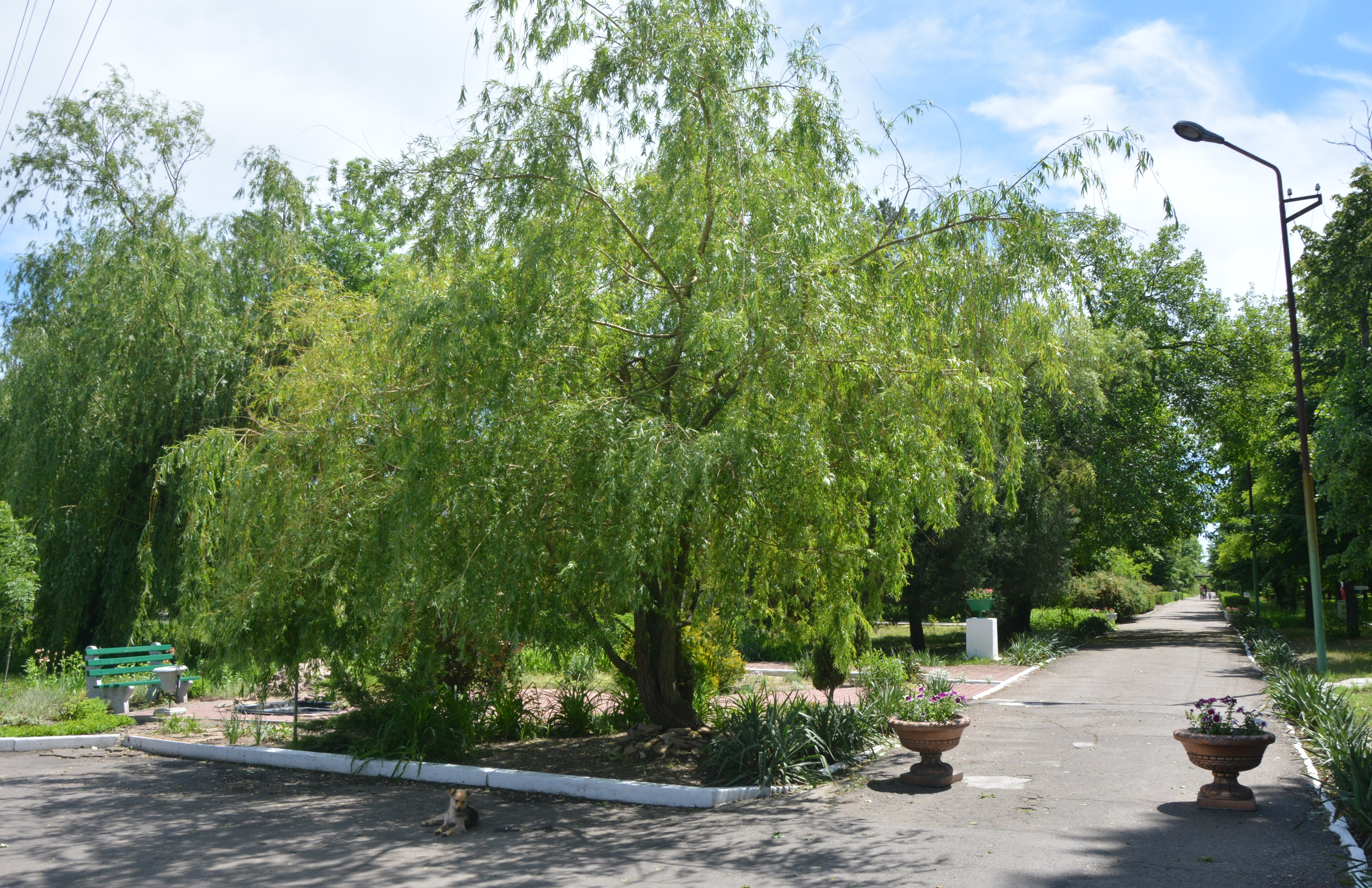
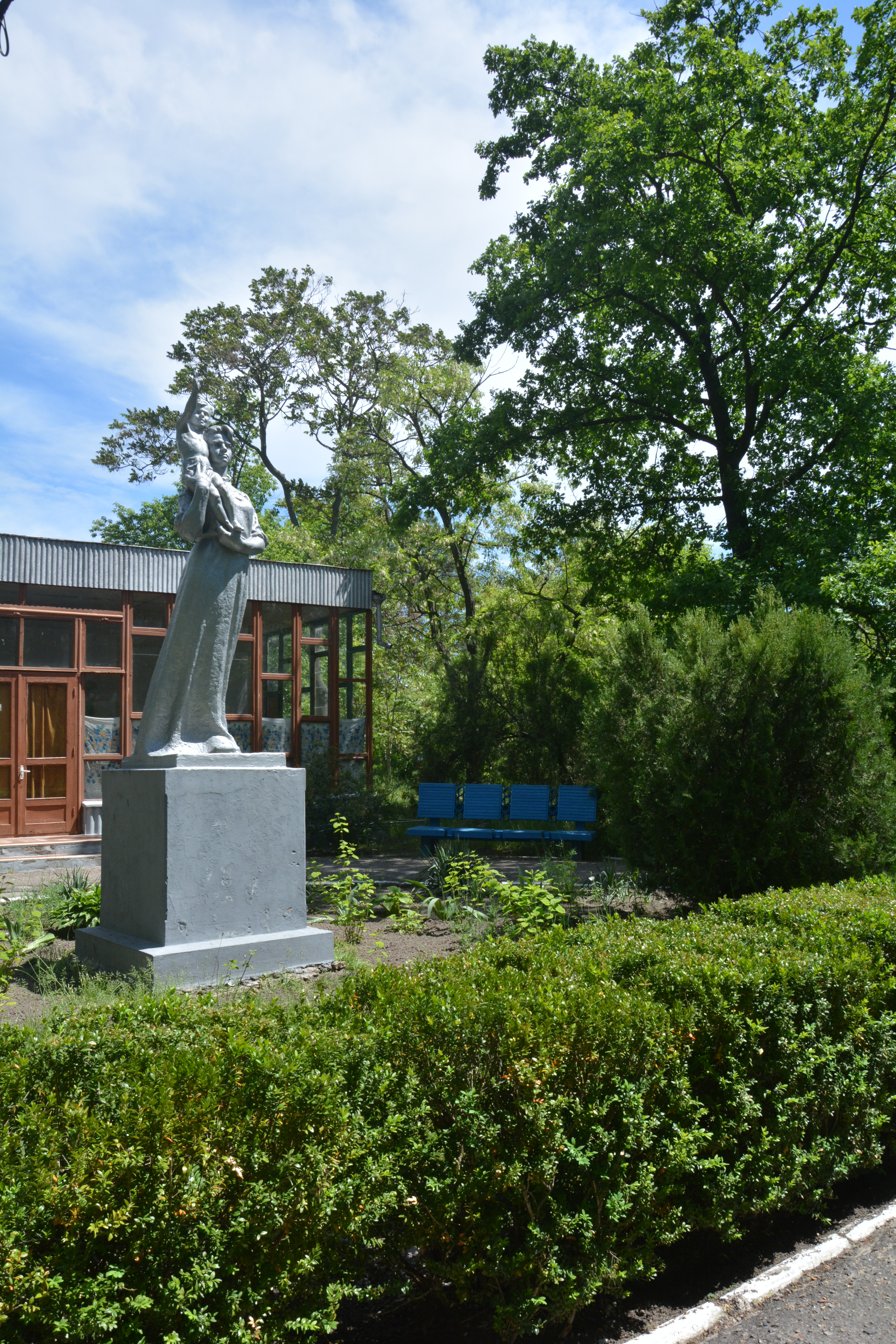
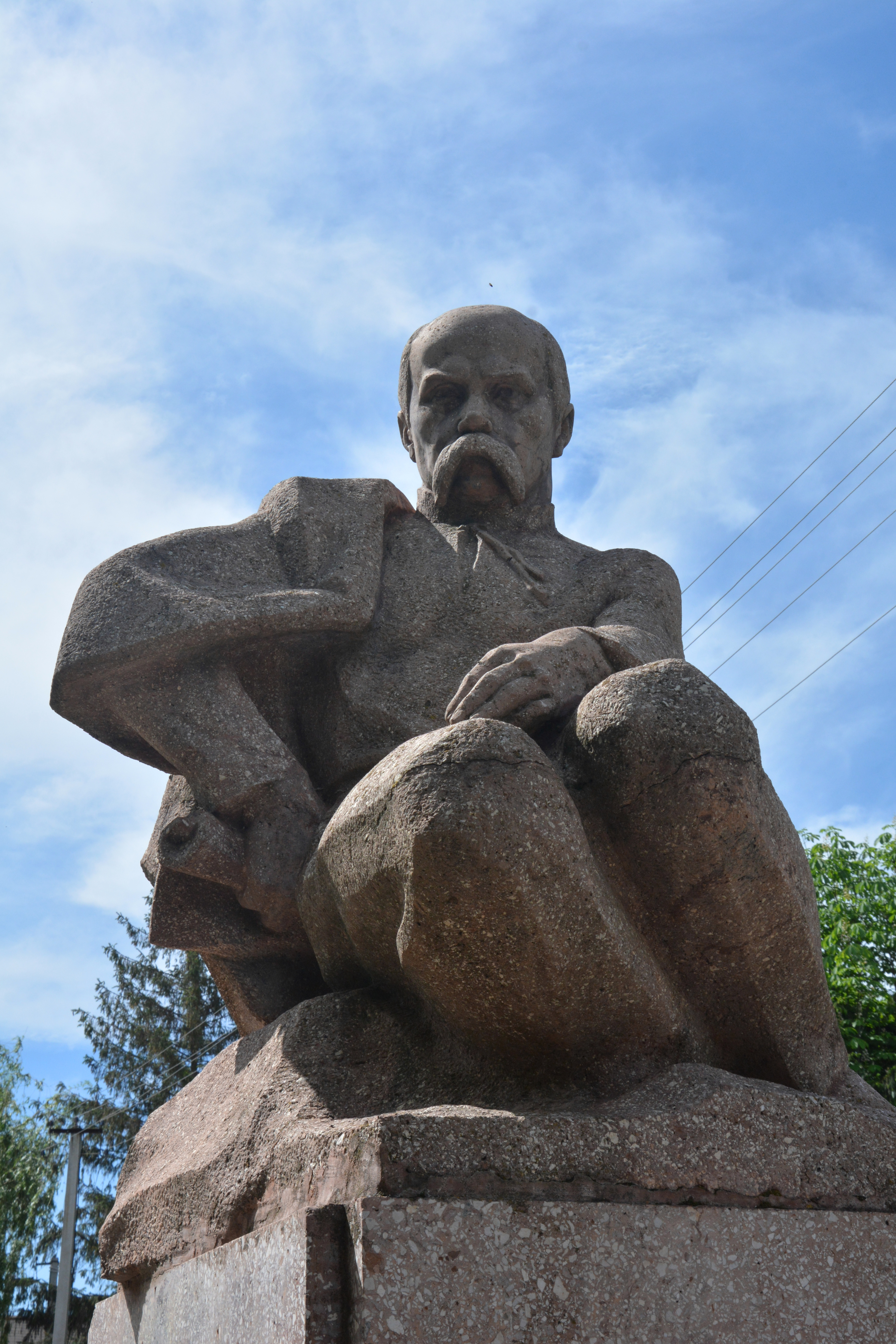
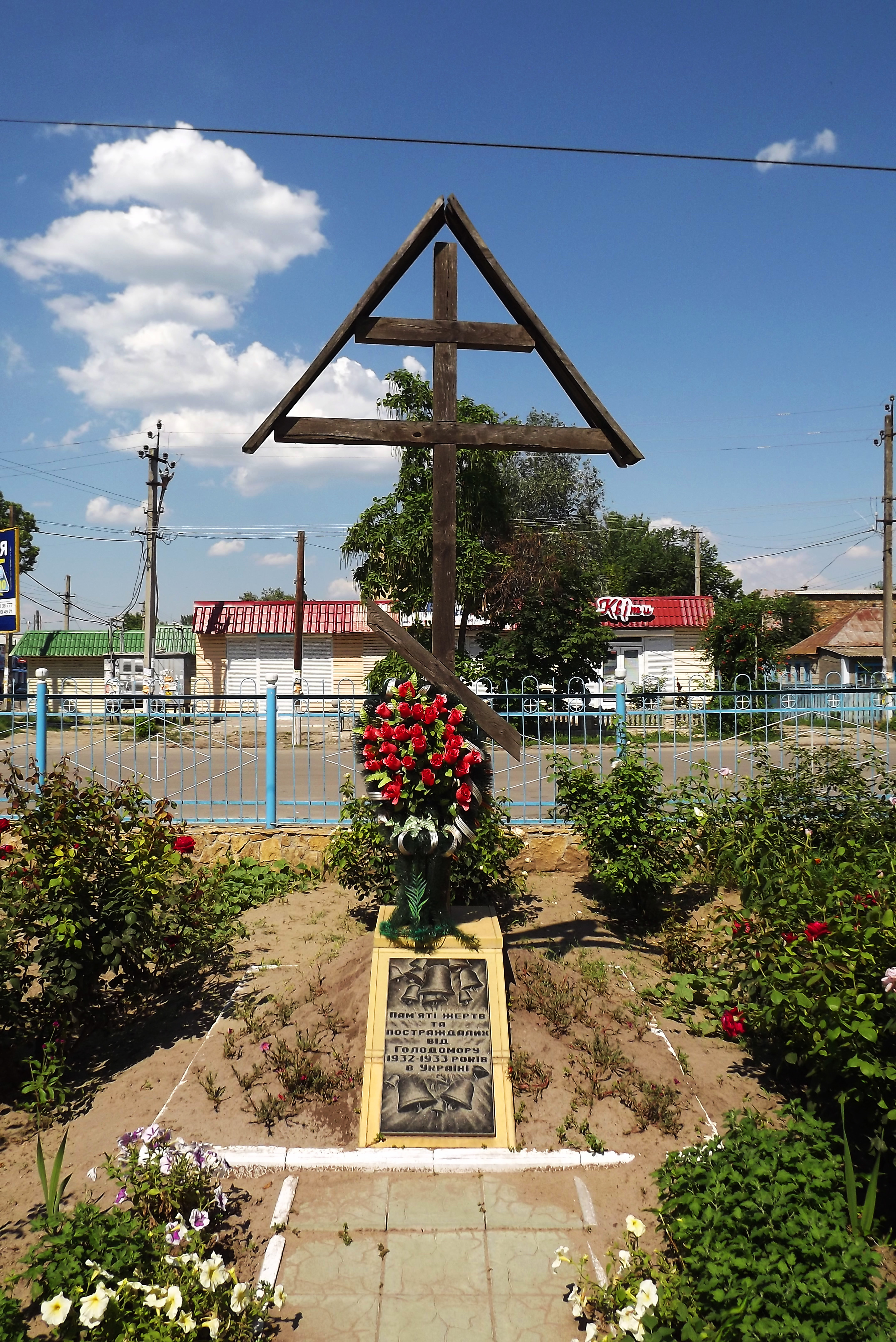